# S1.5400

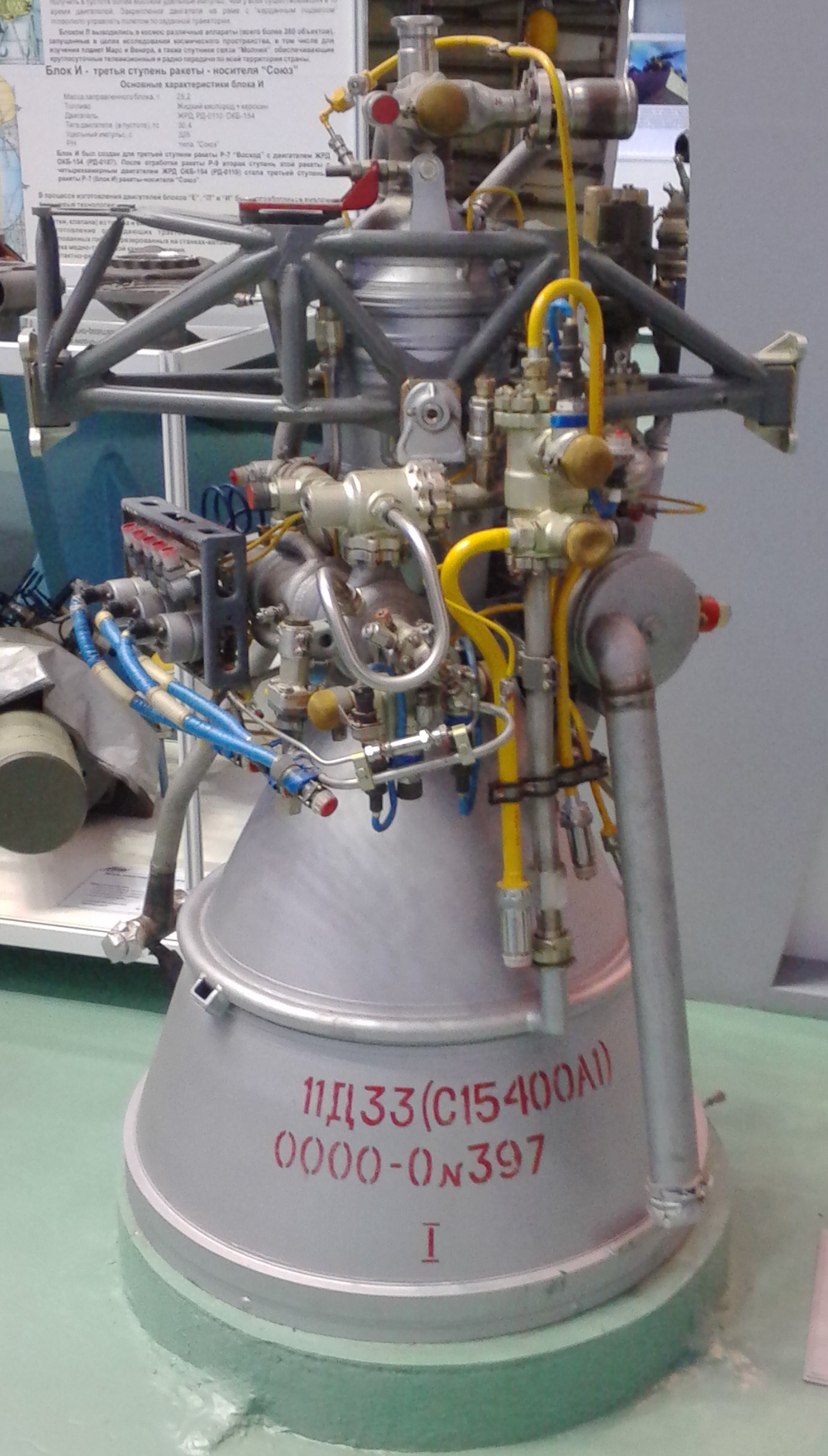
Um modelo do motor S1.5400A.

O S1.5400 (designado pelo fabricante como 11D33), foi um motor de foguete a combustível líquido que usava oxigênio líquido e querosene num ciclo de combustão em estágios rico em oxidante, tendo sido o primeiro motor de foguete a usar esse ciclo no mundo. 
Ele foi desenvolvido na década de 1960 na antiga União Soviética. O projeto é de Mikhail Melnikov, trabalhando no centro de desenvolvimento Sergei Koroliov, para o quarto estágio (Bloco-L) do foguete Molniya. Ele foi também o primeiro motor soviético capaz de multiplas ignições no vácuo e tinha o maior impulso específico da época.

## Características
- Empuxo: 63,69 kN
- Isp: 340 s[8]
- Pressão na câmara: 5,4 MPa
- Massa: 153 kg[8]
- ignição: até 207 s[9]

## Variantes
- S1.5400A (11D33M) - Modelo melhorado e mais potente, a partir de 1965.
- Empuxo: 69 kN
- Isp: 342 s
- Pressão na câmara: 5,4 MPa
- Massa: 148 kg